# دنیله ده براین
دنیله ده براین (انگلیسی: Daniëlle de Bruijn؛ زادهٔ ۱۳ فوریهٔ ۱۹۷۸) بازیکن واترپلو اهل هلند بود.